# Germain Gengenwin
Germain Gengenwin, né le 8 mai 1936 à Schaeffersheim (Bas-Rhin), est une personnalité politique française.

## Biographie
Germain Gengenwin est issu d'une famille d'agriculteurs, il est l'aîné de six enfants.
Il obtient un seul diplôme, le certificat d’études primaires en 1950, à 14 ans, à l’école d’Erstein.
Il devient gérant de coopérative agricole. Il entre à l'Assemblée à la mort de accidentelle de Georges Klein. En 1988, Germain Gengenwin est élu dès le premier tour, mais en 1993 le candidat socialiste Gilbert Estève le met en ballottage.
Depuis, il a fait de la formation l'une des priorités de sa longue carrière politique. « J'ai survécu à trois dissolutions », se flatte-t-il, tout en admettant être un cas particulier à l'Assemblée nationale, qui ne compte guère d'autodidactes.
Germain Gengenwin est sympathisant du groupe Initiatives alsaciennes d’Adrien Zeller. A soutenu les efforts pour maintenir les traditions culturelles alsaciennes, le dialecte et pour développer le bilinguisme. Il est élu au Conseil régional d’Alsace le 16 mars 1986 où il préside la Commission Éducation et Formation.
À l'assemblée, il est rapporteur de la loi sur l’apprentissage en juillet 1987.
Après avoir été durant 22 ans député du Bas-Rhin, il ne se représente pas en 2002.

## Décorations
- Chevalier de la Légion d'honneur.

## Synthèse des fonctions et des mandats
Mandats locaux
- 1965 - 1971 : Conseiller municipal de Schaeffersheim
- 1971 - 1977 : Maire de Schaeffersheim
- 1977 - 1983 : Maire de Schaeffersheim
- 1983 - 1989 : Maire de Schaeffersheim
- 1989 - 1995 : Maire de Schaeffersheim
- 1995 - 2001 : Maire de Schaeffersheim
- 1980 - 1986 : Conseiller régional d'Alsace
- 1986 - 1992 : Conseiller régional d'Alsace
- 1992 - 1998 : Conseiller régional d'Alsace

Mandats parlementaires
- 20 octobre 1980 - 22 mai 1981 : Député de la 5e circonscription du Bas-Rhin
- 21 juin 1981 - 1er avril 1986 : Député de la 5e circonscription du Bas-Rhin
- 16 mars 1986 - 14 mai 1988 : Député de la 5e circonscription du Bas-Rhin
- 5 juin 1988 - 1er avril 1993 : Député de la 5e circonscription du Bas-Rhin
- 28 mars 1993 - 21 avril 1997 : Député de la 5e circonscription du Bas-Rhin
- 1er juin 1997 - 18 juin 2002 : Député de la 5e circonscription du Bas-Rhin